# Peggie Castle
Peggie Castle (ur. 22 grudnia 1927, zm. 11 sierpnia 1973) – amerykańska aktorka filmowa i telewizyjna. Zmarła na marskość wątroby.

## Wczesne lata
Urodziła się jako Peggy Blair w miejscowości Appalachia w hrabstwie Wise  w Południowo-wschodniej Wirginii. Zmieniła swoje nazwisko z Blair „, ponieważ w pierwszym studiu pracowała inna aktorka o tym samym nazwisku
Jej ojciec Doyle H. Blair był w pewnym momencie „dyrektorem ds. stosunków przemysłowych w dużej korporacji” a następnie menedżerem ds. biznesu w firmie Donald O’Connor. Pierwsze lekcje  zaczęła pobierać w wieku 8 lat Przez 2 lata uczęszczała do Mills College

## Radio
Jako aktorka zadebiutowała w operze mydlanej Today’s Children. W 1947 roku praca w Radiu Theatre w 1947 roku przyniosła jej ekranową ofertę testową z wytwórni 20th Century Fox.

## Film
Podczas jednej wizyt w restauracji w Beverly Hills została odkryta przez łowcę talentów. Podpisała siedmioletni kontrakt z Universal-International. W 1947 zadebiutowała w filmie When A Beautiful Girl. W 1949 została nazwana „Miss Cheesecake” przez Stowarzyszenie Restauracji Południowej Kalifornii. Następnie w tym samym roku, Junior Chamber of Commerce o nazwie Castle „Miss Three Alarm"

## Telewizja
W latach pięćdziesiątych. Castle przeniosła się do telewizji. Gościnnie grała wiele ról w „Teatr Fireside”, Cheyenne, 77 Sunset Strip i The Restless Gun. W 1957 roku grała oskarżoną Sally Fenner w odcinku „The Case of the Nunligent Nymph” „Perry Mason”.
W latach 1959–1962, zagrała w telewizyjnym serialu western „Lawman” - jej pierwsza seria kontynuująca. Grała rolę właścicielki salonów Lily Merrill odsłoniło to nowy talent Castle. Stwierdziła: „Po raz pierwszy w życiu jestem piosenkarką - to jest opinia producenta, nie moja.
W 1966 roku po raz ostatni wystąpiła gościnnie w odcinku serialu „The Virginian".

## Filmografia
seriale
- 1949: Fireside Theatre
- 1956: Zane Grey Theater jako Charity
- 1958: 77 Sunset Strip jako Valerie Stacey
- 1962: Wirgińczyk jako Melissa

film
- 1949: Mr. Belvedere Goes to College jako Jean Auchincloss
- 1951: Air Cadet jako Pat
- 1956: Miracle in the Rain jako Millie Kranz
- 1957: Back from the Dead jako Mandy Hazelton Anthony
- 1958: Arrivederci Roma jako Carol Ralston

## Wyróżnienia
Posiada swoją gwiazdę na Hollywoodzkiej Alei Gwiazd.